# Doceañista
Doceañista es el apelativo con el que se conoció posteriormente a los liberales españoles que participaron en las Cortes de Cádiz que elaboraron y aprobaron la Constitución de 1812, de ahí su nombre. Durante el Trienio Liberal la mayoría de ellos adoptaron posiciones más conservadoras por lo que «doceañista» pasó a ser sinónimo de perteneciente al partido moderado del que los liberales del doce fueron sus líderes más destacados (Conde de Toreno, Agustín Argüelles, Diego Muñoz Torrero). Para referirse a ellos también se utilizó la expresión fracción templada. Sus oponentes, los liberales exaltados del Trienio, también fueron llamados «veinteañistas» para diferenciarlos de los más moderados «doceañistas».

## Historia
Refiriéndose al «liberalismo doceañista», Ivana Frasquet, señala que «está claro que el adjetivo que acompaña a este liberalismo hace referencia al momento y contexto histórico que estamos definiendo, el año 1812 y las Cortes de Cádiz, pero sobre todo, al ideario liberal que se establece y triunfa en la propia Constitución sancionada en ese año. Evidentemente, la acuñación de la expresión «doceañista» es posterior al momento en el que está triunfando este liberalismo y hace referencia a la contraposición respecto a otro tipo de liberalismo, el de los años veinte, de signo más radical. Lo cual no significa que el liberalismo doceañista no fuera revolucionario; lo fue, porque en ese momento, el de las Cortes de Cádiz, se impone a una concepción católica y conservadora de la libertad».
Pero esta misma historiadora advierte que tras el restablecimiento de la Constitución en 1820, la mayoría de los liberales «doceañistas» consideraron que «ya era el momento de frenar los cambios profundos y reformar de manera más lenta pero segura las instituciones y las prácticas políticas sin intentar involucrar a toda la sociedad en ellas, sino dejando las riendas de la nación a los verdaderamente preparados para ello. La transformación podía hacerse "desde arriba". Era el momento también de intentar recuperar la relación con la corona, convirtiéndola en un poder mucho menos sometido al legislativo de lo que sancionaba la Constitución. Del mismo modo, se pretendía conseguir un entendimiento con las clases privilegiadas que se estaban viendo afectadas directamente por las reformas hacendística y religiosa. El liberalismo doceañista derivaba así hacia posiciones que excluían una vía democrática y que más tarde se convertirían en el germen del moderantismo». «Los liberales del doce entendieron entonces que la Constitución suponía la asunción de las conquistas del radicalismo democrático y optaron por una vía reformista que intentara superar igualmente el absolutismo», concluye Frasquet. Así se conformaron «dos líneas igualmente liberales en su idea de superación  del Antiguo Régimen, pero distintas en la metodología para conseguirlo: el liberalismo doceañista y veinteañista, que luego será moderado y exaltado, y más adelante conservador y progresista».
Los moderados formaron los gobiernos de la primera etapa del Trienio Liberal, "presididos" por Evaristo Pérez de Castro, Eusebio Bardají Azara, José Gabriel de Silva y Bazán y Francisco Martínez de la Rosa; siendo desplazados del poder por los exaltados a partir de agosto de 1822. Tanto moderados como exaltados fueron objeto de represión política durante la denominada Década Ominosa (1823-1833) y muchos partieron al exilio.
Durante los últimos años del reinado de Fernando VII, los moderados se aproximaron a los elementos menos absolutistas de la Corte, partidarios de la sucesión de Isabel II frente a la de Carlos María Isidro (fuertemente absolutistas y partidarios del Antiguo Régimen); muchos se vieron favorecidos por la amnistía de 1832 y volvieron a España. Tras la muerte del rey la mayor parte de los antiguos doceañistas apoyaron la regencia de María Cristina de Borbón-Dos Sicilias y terminaron por conformar el Partido Moderado que organizó Francisco Martínez de la Rosa en 1834 y que se disputó el poder con el Partido Progresista (heredero de los exaltados) durante el reinado de Isabel II.

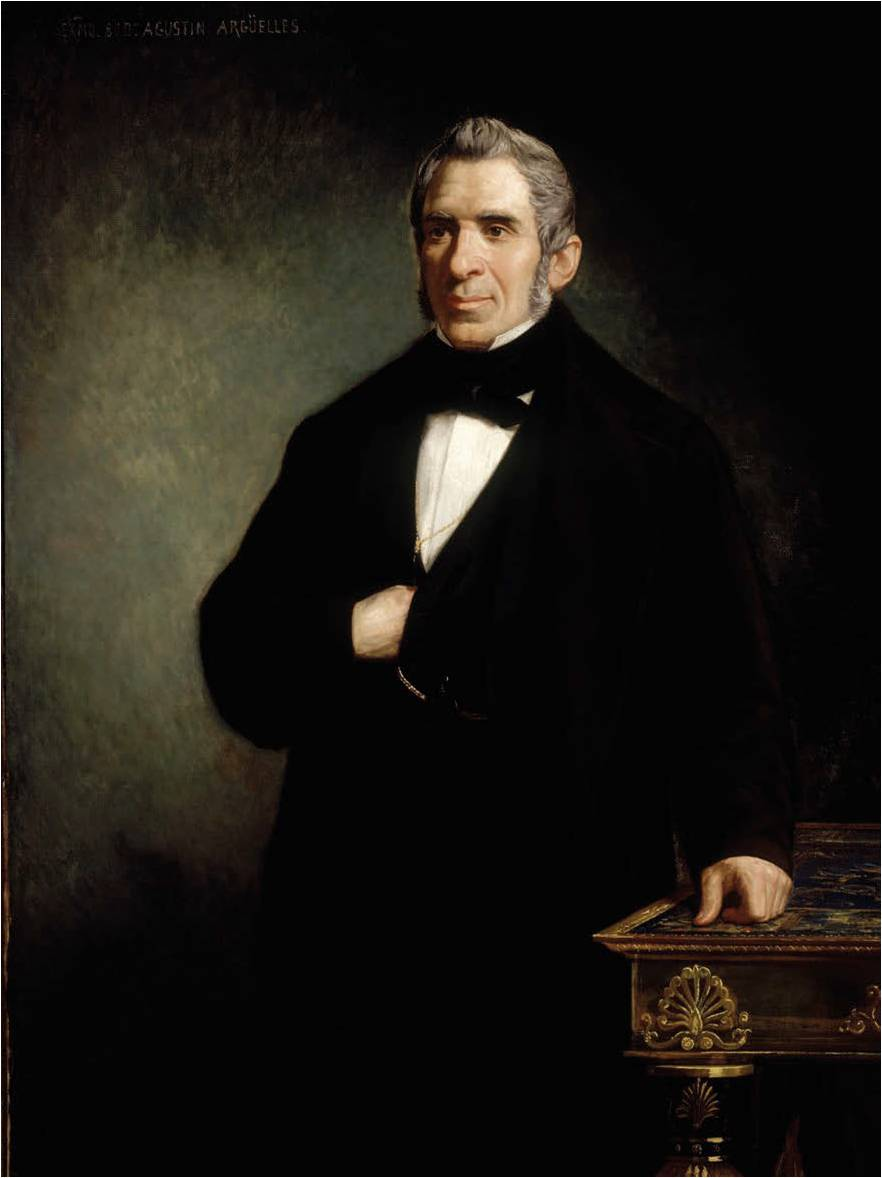
Argüelles.
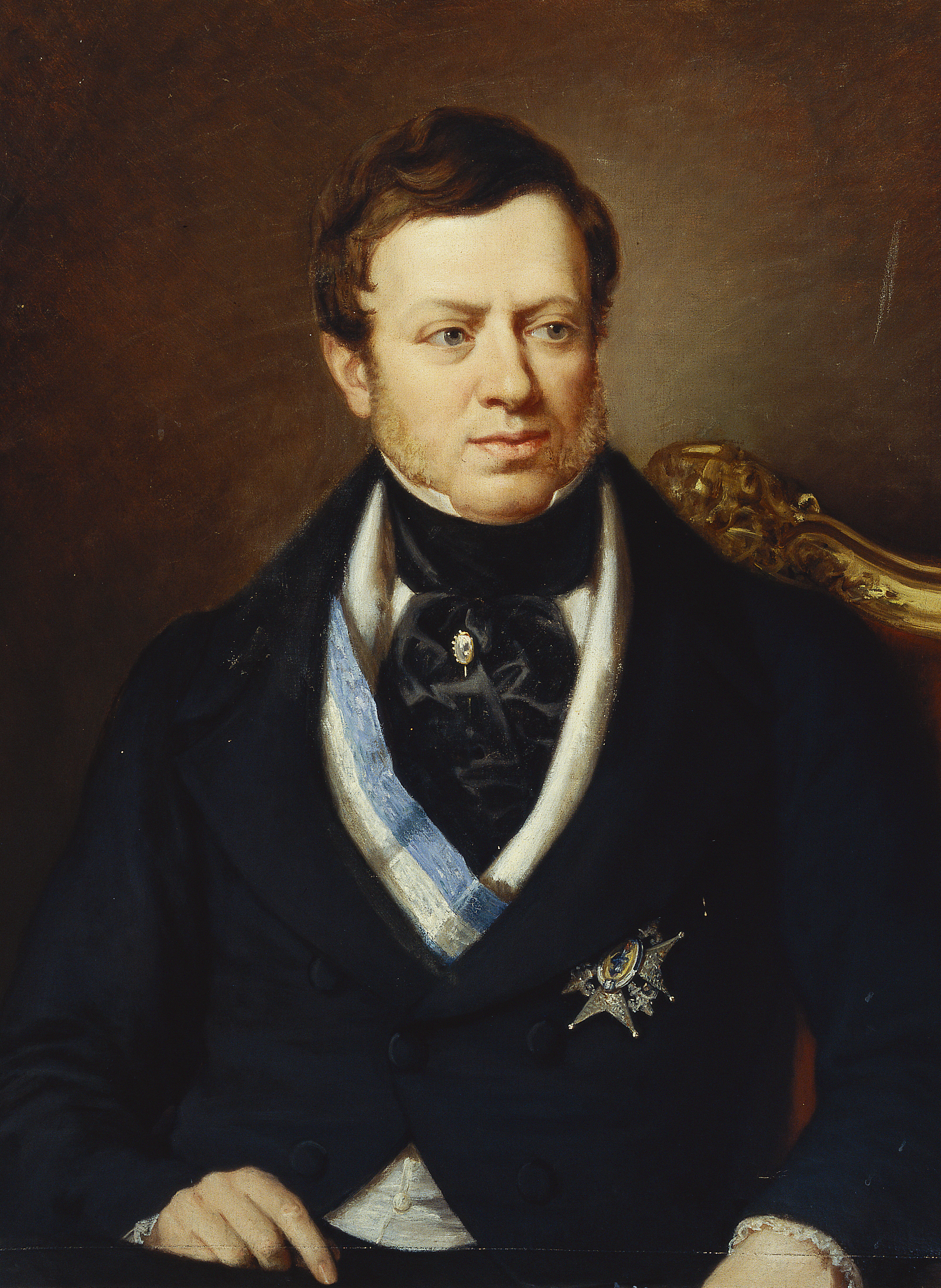
El Conde de Toreno.
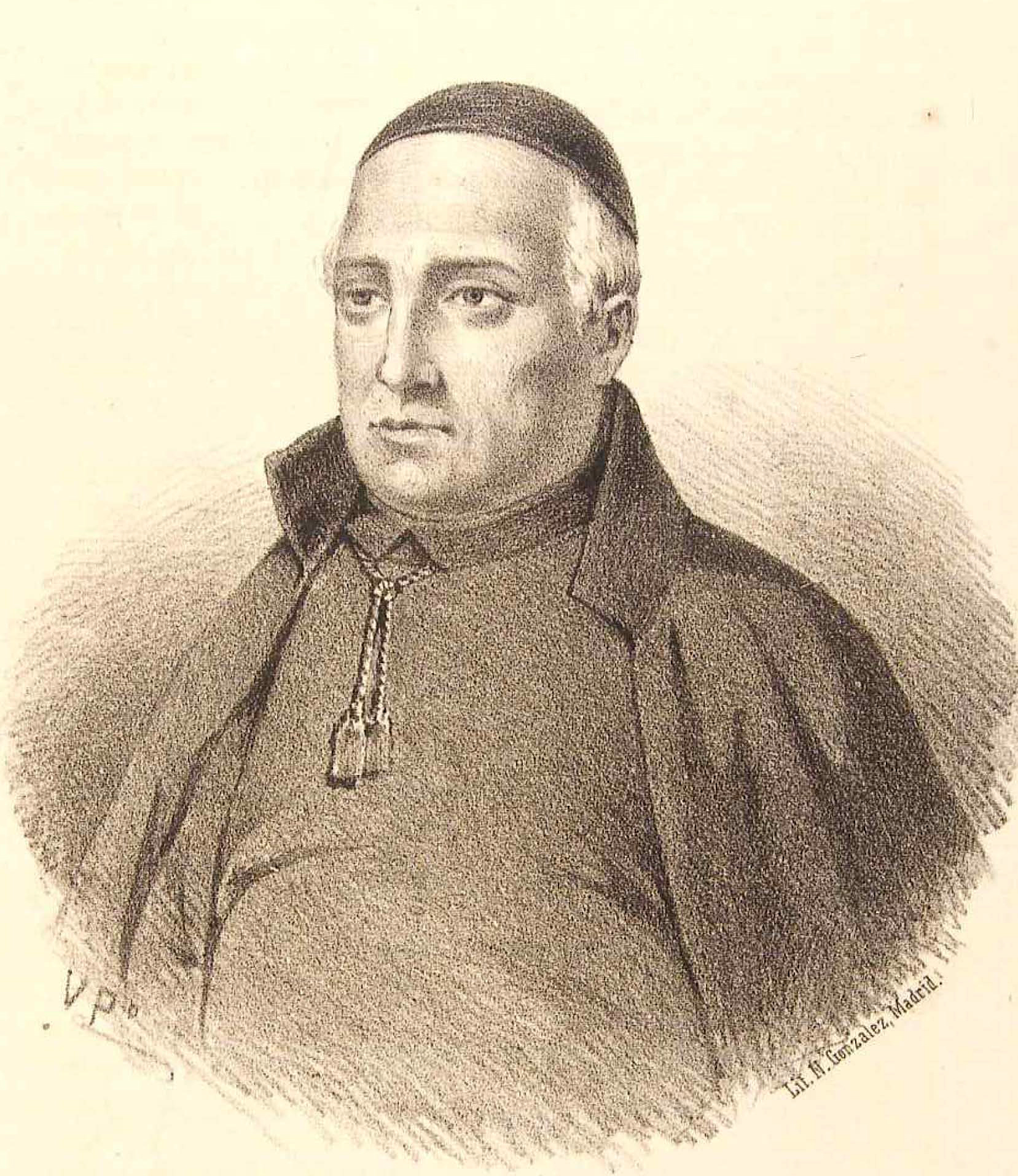
Muñoz Torrero.
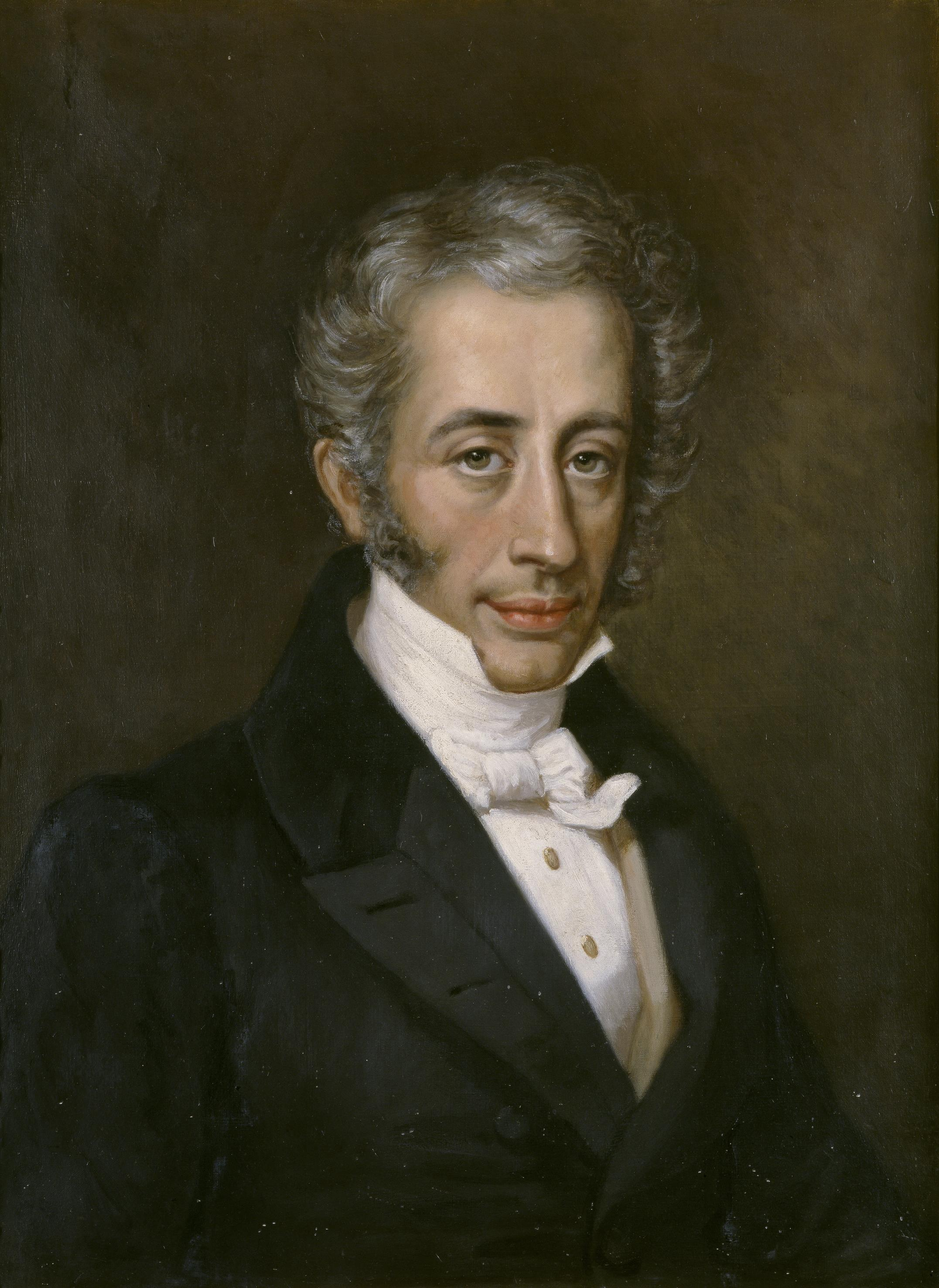
Martínez de la Rosa.